# Peter Birch
Peter Birch (født 15. juni 1962 i Randers) er en dansk teolog som blev biskop i Helsingør Stift i 2021. Han efterfulgte Lise-Lotte Rebel, der gik på pension.
Peter Birch voksede op i Ebeltoft og blev student fra Grenå Gymnasium i 1981. Han startede teologistudiet på Københavns Universitet i 1982. Han var et semester på Kirchliche Hochschule i Vestberlin i 1988 og afsluttede studiet i København i 1989.
Han var præst i Grøndalskirken i København NV 1990-1994 og kirkeredaktør hos Kristeligt Dagblad 1994-2000. Herefter var han forlagschef hos Det Danske Bibelselskab og Vajsenhuset 2000-2006, hvor han forestod udgivelse af 2003-udgaven af Den Danske Salmebog. Birch var sognepræst i Vor Frelsers Kirke på Christianshavn 2006-2013 og sognepræst i Hellerup Kirke samt provst i Gentofte Provsti 2013-2021. Peter Birch blev valgt til ny biskop i Helsingør Stift i oktober 2020 efter Lise-Lotte Rebel. Han fik 53 % af stemmerne i første valgrunde ved bispevalget. Han blev bispeviet 31. januar 2021 i Helsingør Domkirke og tiltrådte embedet per 1. februar 2021.
Peter Birch var bestyrelsesmedlem i Danmarks Provsteforening 2016-2020 og foreningens formand 2018-2020.
Han har skrevet flere bøger, blandt andet Salmemaraton (2008) om de danske salmer sammen med organist Lars Sømod Jensen, og redigeret Hymns in English med et udvalg af de danske salmer i engelsk oversættelse sammen med Birgit Meister og Anita Hansen Engdahl.
Peter Birch blev udnævnt til Ridder af Dannebrog i januar 2020.